# Иванов, Иван Павлович (сценарист)
Иван Павлович Иванов (27 января 1907, Цурьково, Смоленская губерния, Российская империя — 4 июня 1979) — советский актёр, режиссёр, сценарист и художник-мультипликатор.

## Биография
Родился 27 января 1907 года в Цурикове. В 1928 году поступил на актёрское отделение кинокурсов имени Бориса Чайковского, который от окончил в 1930 году, одновременно с этим учился на режиссёрском факультете ВГИКа. Начиная с 1932 года вошёл в состав киностудии Совкино, где являлся режиссёром, сценаристом и художником-мультипликатором. В 1938 году впервые снялся в качестве актёра. В 1941 году в связи с началом Великой Отечественной войны был мобилизован в армию и прошёл всю войну. Награждён Орденом Славы III степени. После демобилизации продолжил сценарную деятельность.
Биография после 1958 года неизвестна. 
Умер 4 июня 1979 года. Похоронен на Преображенском кладбище.

## Фильмография

### Актёр
- 1938 — Люди долины Сумбар — врач

### Сценарист
- 1930 — Волчьи тропы, реж. Лука Ляшенко
- 1932 — Женщина, реж. Ефим Дзиган
- 1937 — Клятва, реж. А. Г. Усольцев-Гарф
- 1957 — Сердце матери, реж. Григорий Мелик-Авакян